# گورچان (خاش)
گورچان ،مرکز بخش پشتکوه شهرستان خاش در استان سیستان و بلوچستان ایران است.

## جمعیت
گورچان در دهستان پشتکوه قرار دارد و براساس سرشماری مرکز آمار ایران در سال ۱۳۹۵، جمعیت آن ۱۳۸۵نفر (۱۳۹خانوار) بوده‌است